# Rudra (группа)
Rudra — сингапурская группа, сформированная в 1992 году, играющая в стиле блэк-метал с элементами традиционной индийской карнатической музыки. Группа названа в честь одного из реинкарнаций Шивы Кроме того, в содержании текстов песен присутствует санскрит и Веды, древние мантры. Группа описывает свой стиль как «ведический метал». 

## История
Rudra была образована в середине 1992 года как трио, в составе: Катир (бас-гитара, вокал), Шива (ударные) и Бала (гитара). Позже присоединился четвёртый член, Селвам, на гитаре. В этом составе они выпустили первый альбом — «The Past», в 1994 году.

## Дискография
- 1995 — The Past (демо)
- 1997 — Rudra (демо)
- 1998 — Rudra
- 2001 — The Aryan Crusade
- 2003 — Kurukshetra
- 2005 — Brahmavidya: Primordial I
- 2009 — Brahmavidya: Transcendental I
- 2011 — Brahmavidya: Immortal I
- 2013 — RTA
- 2016 — Enemy of Duality
- 2019 — Invoking the Gods (EP)
- 2022 — Eight Mahavidyas
- 2023 — Conjuration of Vibrations in Duality (концертный)
- 2025 — Antithesis